# Тифлопедагог
Тифлопедагог (от греч. τυφλός — «слепой») — это специалист, который осуществляет воспитание и обучение детей с нарушениями зрения, а также реабилитацию поздноослепших. Тифлопедагогика является частью специальной педагогики и одним из разделов дефектологии. Тифлопедагог учит слепых и слабовидящих лиц читать (со шрифтом Брайля), прививает им навыки самообслуживания, умение ориентироваться в пространстве. А также навыки, необходимые для работы на специализированном производстве. Главная задача педагога — полностью подготовить ребёнка к сознательной жизни.

## Известные тифлопедагоги и тифлопсихологи
- Гаюи, Валентин
- Брайль, Луи
- Хауи, Самуэл
- Гандер, Владимир Александрович
- Ерошенко, Василий Яковлевич
- Зоричев, Дмитрий Иванович
- Каплан, Анна Иосифовна
- Коваленко, Борис Игнатьевич
- Крогиус, Август Адольфович
- Мещеряков, Александр Иванович
- Муратов, Ростислав Сергеевич
- Семевский, Николай Анатольевич
- Соколянский, Иван Афанасьевич
- Солнцева, Людмила Ивановна
- Феоктистова, Валентина АлександровнаШрифт Брайля латинского алфавита

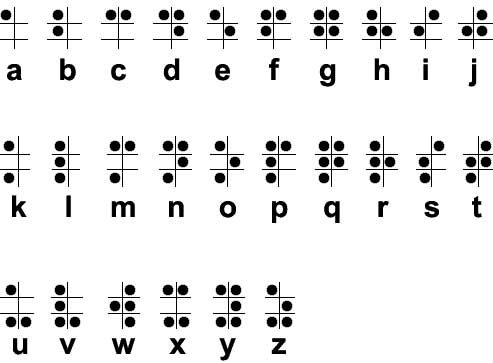
Шрифт Брайля латинского алфавита

## Шрифт Брайля
Луи Брайль — французский тифлопедагог. В 3-летнем возрасте Брайль начал слепнуть в результате воспаления глаз. В 1824 году (в 15 лет) Брайль разработал рельефно-точечный шрифт для незрячих и слабовидящих людей, названный в его честь (шрифт Брайля) и используемый по сей день во всём мире. Это тактильный шрифт. Для изображения букв в шрифте Брайля используются шесть точек. Точки расположены в два столбца. При письме точки прокалываются, и поскольку читать можно только по выпуклым точкам, «писать» текст приходится с обратной стороны листа. Текст пишется справа налево, затем страница переворачивается, и текст читается слева направо.